# Sonia Johnson (musicienne)
Pour les articles homonymes, voir Sonia Johnson et Johnson.
Sonia Johnson, est une auteure-compositrice interprète spécialisée en chant jazz et populaire et est récipiendaire d’un prix Juno.

## Biographie
Née le 7 avril 1974 à Saint-Alexis-des-Monts en Mauricie (Canada), Sonia Johnson est formée tout d’abord en chant classique, elle obtient en 1994 un DEC concentration chant classique à l'École de musique Vincent-d'Indy de Montréal. Elle y apprendra les rudiments du jazz auprès du contrebassiste Michel Donato puis continue son exploration de façon autodidacte comme soliste, choriste ou dans des revues musicales Hair – Petite Boutique des horreurs (Little Shop of Horrors).
En 2005, Sonia fonde Les Productions Sonia Johnson, et présente Don’t explain, projet musical jazz finalisé avec l’aide de la Fondation du maire de Montréal pour la jeunesse,,. La chanteuse de jazz se faire reconnaître dans son secteur artistique et entame de nouvelles collaborations dont le projet le projet Con-tra-dic-tion avec Frédéric Alarie contrebassiste, qui est finaliste au Festival en chanson de Petite Vallée (2008),.
Ensuite, se joindrons à eux le pianiste Luc Beaugrand et le batteur Camil Belisle, ils enregistrent Le Carré de nos amours qui a été récompensé par un prix Juno en 2012 pour l’album jazz vocal de l’année 2012,.  Puis l’album Triades, un collectif avec les chanteurs Annie Poulin et Charles Biddle Jr. obtiendra une nomination en 2014 dans la même catégorie. Elle obtient également des nominations pour ces deux même albums au gala de l’ADISQ, au Québec.

En 2017, la chanteuse présente avec le guitariste Stephen Johnson, un hommage à Ella Fitzgerald intitulé Dialogues Ella & Joe. L’année suivante, Sonia Johnson obtient une maîtrise en interprétation et composition chant jazz de l'Université de Montréal. Elle travaille notamment avec des différents musiciens dont Lorraine Desmarais, Vincent Rehel ou Joe Sullivan qui la choisisse pour des projets musicaux. L'Orchestre national de jazz de Montréal l’a mise en lumière par ses arrangements originaux pour 18 musiciens ainsi que lors d’un concert hommage à Michel Legrand au Festival de Lanaudière.
Au cours de sa carrière, elle partagé la scène avec des artistes dont Vic Vogel, Karen Young, Diane Tell, Jean-Pierre Ferland et Ray Anderson. Elle collabore également, en tant que compositrice et parolière, aux œuvres d’artistes de jazz torontois Laila Biali et Steven Taetz et aux projets Les Malcommodes invitent de Félix Stüssi et Jazz brésilien de Rodrigo Simoes (Médaille de Bronze – Global Music Awards et nomination meilleur album jazz vocal - Independent Music Awards 2019,). En création jeunesse, elle collabore à l’écriture de chansons des albums de Kalimba, Bill Bestiole et Daniel Coutu.
En 2019, Sonia Johnson s’est révélée avec Chrysalis, un disque acclamé par la critique internationale,,. Elle a enregistré Le grand cerf-volant de Gilles Vigneault pour l’album du groupe de musique klezmer, Oktopus. Elle présentera en novembre prochain Airs Givrés un album miniature sur le thème de l’hiver, et termine l’écriture d’un projet intitulé Portraits de familles qui sera enregistré au printemps 2022.

## Discographie

### Don't Explain (2005)
avec Alexandre Grogg (piano) et Daniel Lessard (contrebasse)

### Le Carré de nos amours(2010)
1. Embrase-moi
2. La Tribu des rêveuses
3. Cœurs solitaires
4. Beau comme Basie
5. Je suis aveugle
6. Ma voix
7. Le temps n'arrange rien
8. Ma vie est une mer d'huile
9. Quand même
10. Deux points c'est tout
11. Pawnshop Of Love
12. J'te dis pas tout
13. Tes joues

### Triades(2012)
1. Miss Maya
2. Dame (feat. Morgan Moore)
3. Et si demain à l'aube (feat. Marianne Trudel)
4. L'Écho des routes (feat. Morgan Moore)
5. Conquistador (feat. Marianne Trudel)
6. Old Fashioned Ways (feat. Marianne Trudel)
7. Méduse (feat. Marianne Trudel)
8. Le Jardins des orchidées (feat. Marianne Trudel)
9. Too Early for Love (feat. Marianne Trudel)
10. Lost in Paris (feat. Morgan Moore)
11. Nectar et Venin
12. Pour toi (feat. Marianne Trudel)

### Le Cœur à l'endroit(2014)
1. Des diamants sur la ville
2. Comme sur une toile de Lemieux
3. Je rêve
4. Mon cœur est...
5. Toi, mon amour
6. Rue Liverpool
7. Elle court
8. Le Cœur à l'endroit
9. Si j'avais
10. Nomades
11. Combien d'automnes ?
12. Le Miroir de Zapata
13. L'Infini droit devant

### Chrysalis(2019)
1. Storm
2. Everywhere
3. Lay Myself Down in the Garden
4. Prelude to Danger
5. Sleeping
6. Hidden Places
7. They Stole Your Song
8. Darkness and Light
9. Monsters
10. Changing my Ways
11. We Need to Know
12. Kaladja (Pour Normand)
13. Chrysalis (Epilogue)

## Autres enregistrements sonores
- Le Capitaine ivre (2018) : soliste et vocalises pour projet expérimental du compositeur Vincent Rehel, avec Vincent Rehel, Jean-Francois Lemieux et Max Sansalone.
- Rodrigo Simoes - Jazz Brésilien (2018) : Auteure de textes de chansons. Interprétation. Avec Rodrigo Simoes, Andre Galamba, Papacho Sirdey, Fabrice Laurent, Aquiles Melo, Jean-Pierre Zanella.
- Steven Taetz - Drink you In (2018) : Collaboration à l’écriture et soliste invitée sur la pièce Meet In Montreal
- Les Malcommodes invitent (2017) : auteure de textes de chansons. Interprétation. Avec Félix Stüssi, Ray Anderson, Pierre Tanguay, Daniel Lessard, Jacques Kuba Séguin, André Leroux and Jean Derome.
- Bill Bestiole - Bill bestiole : Collaboration à l’écriture des chansons (Manger des Sauterelles, Les rôles écolos, Bill Bestiole) spectacle et album jeunesse.
- Kalimba au cœur du rythme (2014) : collaboration à l’écriture de chansons, spectacle et album jeunesse. Styles musicaux variés. Arrangements. Réalisation de l’album. Avec Véronique Boucher, Luc Beaugrand, Rémi-Jean Leblanc, Eric Shaw, Camil Bélisle, Ron Ledoux, Rachel Therrien et Dany Roy.

## Prix et distinctions
- Gagnante du JUNO Album jazz vocal de l’année 2012 - Le Carré de nos amours[19]
- Gagnante catégorie Chansonneur du Festival en chanson de Petite-Vallée, 2008[20]